# 斯特吉斯鎮區 (密歇根州)
斯特吉斯鎮區（英語：Sturgis Township）是位於美國密歇根州聖約瑟夫縣的一個行政鎮區。

## 地方資料
斯特吉斯鎮區的面積為46.70平方千米，當中陸地面積為46.50平方千米，而水域面積為0.20平方千米。根據2020年美國人口普查的數據，當地共有人口2042人，而人口密度為每平方千米43.73人。